# Акі (Коті)
А́кі (яп. 安芸市, あきし, МФА: [aki̥ ɕi]?) — місто в Японії, в префектурі Коті. Розташоване в східній частині префектури, на березі Тихого океану.    Отримало статус міста 1954 року. Площа становить 317,34 км². Станом на 1 липня 2012 року населення складало 19 058  осіб, густота населення — 60,1 осіб/км².     

## Демографія
Згідно з даними перепису населення Японії, населення Акі скоротилося майже у двічі за останні 60 років. Станом на 1 жовтня 2020 року населення складало 16 243 осіб, з яких чоловіків — 7754 осіб, жінок — 8489 осіб. Густота населення — 51,21 осіб/км².